# 宫廷芋螺
宫廷芋螺（学名：Conus aulicus），是新腹足目芋螺科芋螺属的一种。主要分布于印度尼西亚、台湾，常栖息在浅海。